# کونراد مگنوسون
کونراد مگنوسون (انگلیسی: Conrad Magnusson؛ ۱۸ اوت ۱۸۷۴ – ۱۴ سپتامبر ۱۹۲۴) ورزشکار رشته طناب‌کشی اهل ایالات متحده آمریکا بود. از افتخارات وی میتوان به کسب مدال طلا در بازی‌های المپیک تابستانی ۱۹۰۴ اشاره کرد. 